# Источни Берлин
Источни Берлин је совјетски сектор Берлина, и био је главни град Источне Немачке од 1949. до 1990. године. Од 13. августа 1961. до 9. новембра 1989, био је одвојен од Западног Берлина Берлинским зидом. Источни Немци су Источни Берлин називали само Берлин, или понекад као Берлин, главни град ДРН (Berlin, Hauptstadt der DDR).
Источни Берлин се састојао од следећих општина:
- Фридрихсхајн (Friedrichshain)
- Хелерсдорф (Hellersdorf)
- Хоеншенхаузен (Hohenschönhausen)
- Кепеник (Köpenick)
- Лихтенберг (Lichtenberg)
- Марцан (Marzahn)
- Мите (Mitte)
- Панков (Pankow)
- Пренцлауер Берг (Prenzlauer Berg)
- Трептов (Treptow)
- Вајсенсе (Weißensee)

3. октобра 1990. године, Западна Немачка и Источна Немачка су се ујединиле. То је формално означило крај постојања Источног Берлина.